# منتخب أوروغواي لسباعيات الرغبي
منتخب أوروغواي لسباعيات الرغبي (بالإسبانية: Selección de rugby 7 de Uruguay)‏ هو ممثل الأوروغواي الرسمي في المنافسات الدولية في سباعيات الرغبي .

## وصلات خارجية
- الموقع الرسمي